# Ischnothyreus deccanensis
Ischnothyreus deccanensis is een spinnensoort in de taxonomische indeling van de Dwergcelspinnen (Oonopidae).
Het dier behoort tot het geslacht Ischnothyreus. De wetenschappelijke naam van de soort werd voor het eerst geldig gepubliceerd in 1974 door B. K. Tikader & M. S. Malhotra.